# Giuli Alasania
Giuli Alasania (georgiska: გიული გივის ასული ალასანია, Giuli Givis asuli Alasania) född 11 november 1946 i Tbilisi, Sovjetunionen, är en georgisk historiker och offentlig personlighet.
Sedan 1987 är hon doktor i naturvetenskap, sedan 1991 professor, hon är vice rektor vid internationella svarta havsuniversitetet (IBSU) i Tbilisi, ledare för förvaltningsrådet och professor vid det georgiska universitetet. Alasania är mor till Georgiens president föra detta Micheil Saakasjvili. 
Alasania tog examen vid den orientaliska fakulteten vid Tbilisis universitet 1969 och år 1973 avlade hon doktorsexamen i historia. Mellan år 1989 och 2006 var hon chef över källstudiedepartementet vid Dzjavakisjviliinstitutet för historia och etnologi. Sedan 1990 är hon professor vid Tbilisis statliga universitet. Hon är upphovsman till över hundra forskningstidskrifter och cirka 10 monografier inom historieforskning kring Georgien och Kaukasus. 